# Hemisaga lunodonta
Hemisaga lunodonta är en insektsart som beskrevs av Rentz, D.C.F. 1993. Hemisaga lunodonta ingår i släktet Hemisaga och familjen vårtbitare. Inga underarter finns listade i Catalogue of Life.